# 宇垣裁军
宇垣裁军（日語：宇垣軍縮），指1925年（大正十四年），日本政府加藤高明內閣推動的裁軍計畫。

## 背景
首先根据1907年（明治四十年）四月通过由奥保巩大将（时任参谋总长）与东乡平八郎大将（时任海军军令部部长）制订的《日本帝国国防方针》，将日本陆军扩充为平时常备二十五个师团，战时可扩编为五十个师团。海军以战列舰八艘，一万八千吨装甲巡洋舰八艘为骨干的五十万吨舰只（即八八舰队）。一战结束后，由于全球形势发生变化，裁军风潮影响全球加上当时日本的头号假想国沙俄已经不存在了，故日本在1918年（大正七年）由参谋本部与海军军令部对《日本帝国国防方针》进行修订，明确考虑到在一次世界大战中出现了新的装备、新的武器、新的战术战略思想和日本自身的经济情况，将陆军将战时所需的兵力减少十个师团，确定为四十个师团。
但是在一战结束后，全球经济又马上进入到经济危机，日本也不例外。由于认识到扩充军备会造成政府财政负担，同时也为了减轻经济危机对政府财政的影响，以1921年（大正十年）为例，当时的日本陆海军费用合计占国家年支出的48%，而且有继续增长的趋势。故在加藤友三郎内阁内（1922年至1923年8月24日逝世期间任首相兼海军大臣），由时任陆军大臣山梨半造前后进行过二次裁军，共裁撤59000名军人和13000头军马，史称“山梨军缩”，而后在1925年加藤高明任首相、宇垣一成任陆军大臣任内进行又一次的裁军计划。

## 過程與內容
本次裁军计划的根本是通过减少陆军部队平时的编制，进一步减轻政府的负担，但从扩充整备动员势态与潜在动员能力，确保战时兵力，把进入战争时没有时间改善装备的工作，在平时强力予以推进的方针计划，从而提高军队总体的质量。
计划从1924年（大正十三年）起由陆军省与参谋本部之间设置了军制调查会，研究修订具体方案。1925年（大正十四年）五月一日将此方案付诸实行（史称：“宇垣裁军”）：
1. 裁减约1/5的陆军军力，解散了四个常设师团，即13师团（高田）、15师团（丰桥）、17师团（冈山）、18师团（久留米）。
2. 新设装甲车队与航空兵科，并增设飞行队、重机关枪队与汽车队。扩充了一个坦克联队、一个高炮联队和一个台湾山炮联队。将现有的十六个中队再增加十个中队，将飞行大队改称为飞行联队，即增加了二个航空飞行联队。
3. 关闭5所陆军医院、两所陆军幼年学校，仅保留东京陆军幼年学校，但开设了陆军汽车学校、通信学校。
4. 重新研究设计装备轻重机关枪，改良无线电通讯等工作。

通过上述裁军整撤的行动，达到了裁减3.4万人，将陆军常备兵力控制在三十万左右。但为陆军部队配备了飞机、坦克、轻机枪、汽车牵引炮和野战重炮。总体军费并没有减少多少。。
本次裁军计划和在1918年（大正七年）四月制订的《军需工业动员法》；1922年（大正十一年）设立兵役法调查委员会，研究修改征兵令，最终在1927年（昭和二年）定稿执行《兵役法》一起，基本达成了本次裁军的目标。

## 腳註
1. ↑  参考：『財政統計』財務省主計局調査課編。